# Tityus uquirensis
Espèce
Tityus uquirensis est une espèce de scorpions de la famille des Buthidae.

## Distribution
Cette espèce est endémique de l'État de Sucre au Venezuela. Elle se rencontre vers Valdez.

## Description
La femelle holotype mesure 74,25 mm.

## Étymologie
Son nom d'espèce, composé de uquir[e] et du suffixe latin -ensis, « qui vit dans, qui habite », lui a été donné en référence au lieu de sa découverte, Uquire.

## Publication originale
- González-Sponga, 2001 : « Arácnidos de Venezuela. Cuatro nuevas especies del género Tityus (Scorpionida: Buthidae). » Acta Biologica Venezuelica, vol. 21, no 3, p. 69-83 (texte intégral).